# Liste der Monuments historiques in Puzieux (Vosges)
Die Liste der Monuments historiques in Puzieux führt die Monuments historiques in der französischen Gemeinde Puzieux auf.

## Liste der Objekte
| Bezeichnung                                        | Beschreibung                                        | Standort                           | Kennzeichnung | Schutzstatus | Datum | Bild |
| -------------------------------------------------- | --------------------------------------------------- | ---------------------------------- | ------------- | ------------ | ----- | ---- |
| Drei Engelsskulpturen mit den Leidenswerkzeugen    | kalkstein, farbig gefasst, 16. Jahrhundert          | in der Kirche St-Rémy (Lage)       | PM88001687    | Inscrit      | 2008  |      |
| Gemälde Die heilige Menna vor der Madonna mit Kind | Ölfarbe auf Leinwand, Holzrahmen, 1863              | in der Kirche St-Rémy (Lage)       | PM88001683    | Inscrit      | 1981  |      |
| Gemälde Taufe der heiligen Menna                   | Ölfarbe auf Leinwand, Holzrahmen, 18. Jahrhundert   | in der Kirche St-Rémy (Lage)       | PM88000694    | Classé       | 1982  |      |
| Pietà                                              | Stein, 17. Jahrhundert                              | außen an der Kirche St-Rémy (Lage) | PM88001684    | Inscrit      | 1981  |      |
| Grabmal der heiligen Menna                         | Sandstein, 17. oder 18. Jahrhundert                 | in der Kapelle Ste-Menne (Lage)    | PM88001685    | Inscrit      | 1981  |      |
| Skulptur Heiliger Remigius                         | Holz, farbig gefasst und vergoldet, 18. Jahrhundert | in der Kirche St-Rémy (Lage)       | PM88001686    | Inscrit      | 1981  |      |